# فیفی عبده
فیفی عبده (بهعربی: فیفی عبده) رقصنده و بازیگر زن مصری است. او در سال‌هایی که در حال اجرا بود، بیشتر به‌دلیل رقص شکم توصیف شده‌است. او پنج بار ازدواج کرد و دو دختر هم دارد.